# 亞里斯多德主義
亞里斯多德主義（英語：Aristotelianism），又稱亞里斯多德學派，受亞里斯多德著作啟發而成立的哲學傳統。最早由逍遙學派，以及新柏拉圖主義學者對於亞里斯多德著作的註解而成立。在古典時期，柏拉圖主義與亞里斯多德主義為歐洲哲學的兩大主流。在歐洲中世紀時，亞里斯多德的著作被譯為阿拉伯文，亞里斯多德主義因而傳入伊斯蘭世界，成為早斯伊斯蘭哲學的重要部份。在12世紀之後，亞里斯多德的著作由阿拉伯文譯為拉丁文，亞里斯多德主義重新傳回歐洲，對經院哲學產生重大影響。